# Boudeuse (1916)
Pour les articles homonymes, voir Boudeuse.
La Boudeuse est une canonnière de lutte anti-sous-marine de la Marine nationale française, l’un des 23 navires de classe Ardent construits. Le navire a été lancé en 1916 au chantier naval de la Société Nouvelle des Forges et chantiers de la Méditerranée à La Seyne-sur-Mer. Il est commissionné dans la Marine nationale la même année. Le navire a servi durant la Première Guerre mondiale et l’entre-deux-guerres. Il a été rayé de la liste de la flotte en 1920 et vendu à la Roumanie pour les pièces détachées.

## Conception
Les canonnières de classe Ardent ont été commandées dans le cadre du programme d’expansion de la flotte française de 1916 et 1917,. En 1916, l’état-major de la marine française commanda 23 canonnières anti-sous-marines (ASM), de 266 tonnes, à machines à vapeur à triple expansion, qui furent nommés « classe Ardent ». Les navires étaient fondamentalement identiques aux canonnières de classe Friponne. Ils s’en distinguaient principalement par le type de propulsion : les canonnières de classe Friponne utilisaient des moteurs Diesel, mais les navires de classe Ardent étaient équipés de machines à vapeur, dans de nombreux cas récupérées sur de vieux torpilleurs mis hors service,. Ils différaient donc sensiblement par la puissance et la vitesse. Ils avaient tous des étraves en forme d’arc, mais ils différaient par la forme des superstructures et leur équipement.
La Boudeuse était conçue pour la lutte anti-sous-marine,. Sa coque avait une longueur hors tout de 60,2 mètres, une largeur de 7,2 mètres et un tirant d'eau de 2,9 mètres,,. Son déplacement était de 310 tonnes à charge normale et de 410 tonnes à pleine charge,.
Le navire était propulsé par deux moteurs à vapeur verticaux à triple expansion d’une puissance de 1500 à 2200 ch, entraînant deux hélices,. La vapeur était fournie par deux chaudières à charbon système du Temple ou Normand,. La vitesse maximale du navire était comprise entre 14 et 17 nœuds,,. Le navire transportait 85 tonnes de combustible, ce qui lui permettait d’atteindre une autonomie de 2000 milles marins à une vitesse de 10 nœuds,.
L’armement de la canonnière se composait de deux canons de 100 mm modèle 1897 L/45 et de deux rampes de largage des grenades anti-sous-marines,,.
L’équipage du navire était composé de 55 officiers, officiers mariniers et matelots,,.

## Historique
La Boudeuse a été construite par la Société Nouvelle des Forges et chantiers de la Méditerranée,. Elle a été mise en chantier en 1916 et lancée la même année. La Boudeuse est commissionnée dans la Marine nationale en 1916,.

### Première Guerre mondiale
Après sa mise en service en 1916, la Boudeuse fut affectée à la Division des patrouilles de la Méditerranée orientale, basée à Milos. Le chef de la division était le capitaine de vaisseau Louis Hippolyte Violette, ayant son guidon sur l’aviso auxiliaire Hélène. Cette division fut scindée en deux formations à partir du 1er juillet 1918 : la Division des patrouilles de la mer Ionienne et la Division des patrouilles de la mer Égée. Pour toute la durée de la guerre, la Boudeuse a servi en mer Méditerranée. Elle a commencé par effectuer des patrouilles dans le canal d'Otrante en 1916, puis elle a rejoint la 9e Division de patrouille et a opéré dans la mer Égée en 1917-1918,,. Ainsi, le 2 septembre 1917, avec la Moqueuse, elle escorte un convoi composé du Mont Cervin et de la Bayonnaise, qui appareille de Salonique à 15 heures.
Son service est marqué par plusieurs incidents ou accidents.
Le 7 octobre 1916, elle a mené une attaque contre le sous-marin allemand SM U-35.
Le 31 août 1918, elle subit une collision avec le vapeur Leros. Ce navire avait appareillé de Milos le 24 août à 18 h 05. La Boudeuse, de son côté avait appareillé le 26 août à 23 h 15 d'Isthmia, une rade protégée par une petite jetée, située juste à la sortie du canal de Corinthe, sur le golfe Saronique. La Boudeuse avait traversé le canal de Corinthe en accompagnant un convoi. Elle était au mouillage depuis la veille 7 h 30. La Boudeuse aborde le Leros par bâbord arrière à 0 h 50, mais elle est encore en état de naviguer.
Le 16 octobre 1918, elle fait une rencontre (qui aurait pu s’avérer fatale) avec un autre sous-marin allemand. Le rapport du capitaine de la Boudeuse, le Lieutenant de vaisseau Robert Xavier Marie Petit de Merville, indique qu’elle escorte alors l'Amiral Duperré, en compagnie du Saturne. Mais ce dernier a été victime d’une avarie, obligeant la Boudeuse à réduire sa vitesse à 8 nœuds pour que le Saturne puisse tenir son poste. Malgré cela, le Saturne s’était laissé distancer durant la nuit, et le LV Petit de Merville avait ordonné de ralentir encore à 7 nœuds pour lui permettre de rejoindre le convoi. Pour le moment, la Boudeuse était seule à escorter le Duperré, se plaçant sur tribord arrière mais prête à se porter d’un bord ou de l’autre si nécessaire. Soudain, le sillage d’une torpille est repéré. Elle vient d’environ 800 m sur bâbord du Duperré. Le maître timonier Louis Marie Le Bris, qui était de quart, a le bon réflexe de mettre la barre à bâbord toute et machines en avant toute pour se diriger sur le point d’origine du sillage. Le LV Petit de Merville arrive sur le pont juste à temps pour voir la torpille passer à quelques mètres sur l’arrière du Duperré et de la Boudeuse, si près qu’il distingue son cône (qui en parait en bronze) et ses antennes. Le LV Petit de Merville demande une récompense pour le maître Le Bris, estimant que c’est grâce à sa présence d’esprit que son navire n’a pas été torpillé à l’arrière, c’est-à-dire à l’endroit le plus dangereux. Arrivé au point de départ de la torpille, le LV Petit de Merville fait lancer deux grenades anti-sous-marines à l’emplacement estimé du sous-marin, sans résultats visibles. Il n’ose pas stopper pour mettre à l’eau ses écouteurs Perrin et rechercher le sous-marin, ce qui laisserait le Duperré sans escorteur. À la place, il rejoint celui-ci et ils quittent les lieux à vitesse maximum. Le LV Petit de Merville fait lancer l’appel radio réglementaire en pareil cas, et prévient des chalutiers et un sloop anglais qui ont fait route sur Doro.
La commission d'enquête qui étudie le déroulement des faits conclut que, compte tenu de la longueur de l'Amiral Duperré et de sa vitesse, la torpille serait passée derrière de toutes façons, même si le bateau n’avait pas manœuvré. On ne peut donc affirmer que la manœuvre a sauvé le bateau. Cependant, elle a été faite avec promptitude et il convient d’en féliciter le commandant. De plus, tout le monde s’est rendu aux postes d’évacuation dans le plus grand ordre. Le sous-marin était posté dans les environs de Doro, parages tout indiqués pour chasser ainsi à l’affût. Cependant, il semble avoir lancé sa torpille un peu trop tard.
Le sous-marin attaquant était très probablement l'UC-23 du Kapitänleutnant Hans Georg Lübbe, le seul sous-marin allemand dans les parages à cette époque.
Le 21 décembre 1918, la Boudeuse est en rade de Corfou, sur la côte d’Épire en Grèce. Le lendemain 22 décembre 17 h 20, le quartier-maître de manœuvre Yves Le Gardien tombe à la mer lors d’une opération de dragage de mines. Le commandant fait tout de suite mettre à l'eau le youyou, jeter la bouée lumineuse et allumer les projecteurs arrière, mais la recherche de l'homme à la mer est sans résultats. Le QM Le Gardien est déclaré disparu et inscrit à titre posthume au tableau spécial de la Médaille militaire par arrêté du Ministre de la Marine du 20 novembre 1920 (JO du 7 décembre 1920, p. 20078).
Au plan administratif, la Boudeuse fut considérée comme un bâtiment armé en guerre pour la période du 2 septembre 1916 au 18 mars 1919 (Circulaire du 25 avril 1922 établissant la Liste des bâtiments et formations ayant acquis, du 3 août 1914 au 24 octobre 1919, le bénéfice du double en sus de la durée du service effectif (Loi du 16 avril 1920, articles 10, 12, 13.), §. A. Bâtiments de guerre et de commerce. ; Bulletin officiel de la Marine 1922, n°14, pp. 720 et 728.).

### Entre-deux-guerres
Tous les navires de classe Ardent ont survécu à la guerre. La majorité sont convertis dans les années 1920 en dragueurs de mines, avec un équipement mécanique de dragage. Le navire a été ainsi converti entre 1918 et 1920,. Ayant quitté Corfou pour Toulon le 26 février 1919, la Boudeuse y fut mise en réserve le 10 avril 1919 et rattachée au Groupe de la flottille de Provence. Le navire a été désarmé en 1920 et vendu à la Roumanie pour les pièces détachées, afin d’assurer la maintenance des canonnières de classe Friponne achetées à l’époque par la Forțele Navale Române,.

## Commandants
- Lieutenant de vaisseau René Jean Marie Ducom[12],[14]
- Lieutenant de vaisseau Robert Xavier Marie Petit de Merville[12],[15]
- Enseigne de vaisseau de 2e classe Pierre Albert Marie Bonny[16]